# Autostrada AP-51 (Hiszpania)
Autostrada AP-51 (hiszp. Autopista AP-51), także Conexión Ávila – autostrada w Hiszpanii przebiegająca przez teren wspólnoty autonomicznej Kastylia i León.
Autostrada rozpoczyna się w Villacastín, na węźle z autostradą  i kończy tuż przed Ávilą. Autostrada stanowi najkrótsze i najszybsze połączenie drogowe między Madrytem a Ávilą. Długość drogi wynosi 24,4 km i biegnie równolegle do bezpłatnej N-110. Za przejazd drogą pobierana jest opłata, a koncesjonariuszem autostrady jest Castellana de Autopistas, S.A.